# 도쿠노시마정
도쿠노시마정(일본어: 徳之島町)은 일본 가고시마현 아마미 군도의 도쿠노섬에 있는 오시마군의 정이다.

## 지리
도쿠노섬 동부를 행정 구역으로 한다.

### 인접한 자치체
- 오시마군 이센정·아마기정

## 역사
- 1908년 4월 1일 - 도서정촌제가 시행되어 기메쓰촌이 성립하였다.
- 1916년 5월 20일 - 아마기촌의 일부를 분할해 히가시아마기촌이 성립하였다.
- 1942년 1월 1일 - 기메쓰촌이 정으로 승격해 기메쓰정이 되었다.
- 1946년 7월 1일 - 미국(류큐 열도 미국 민정부)의 통치하에 놓였다.
- 1953년 12월 25일 - 도쿠노섬이 일본에 반환되면서 다시 일본에 속하게 되었다.
- 1958년 4월 1일 - 기메쓰정과 히가시아마기촌이 대등 합병해 도쿠노시마정이 성립하였다.

## 교통
주요 항구로 가메토쿠항이 있고 가고시마, 고베, 오사카에서 페리가 운행한다.